# Siderurgia

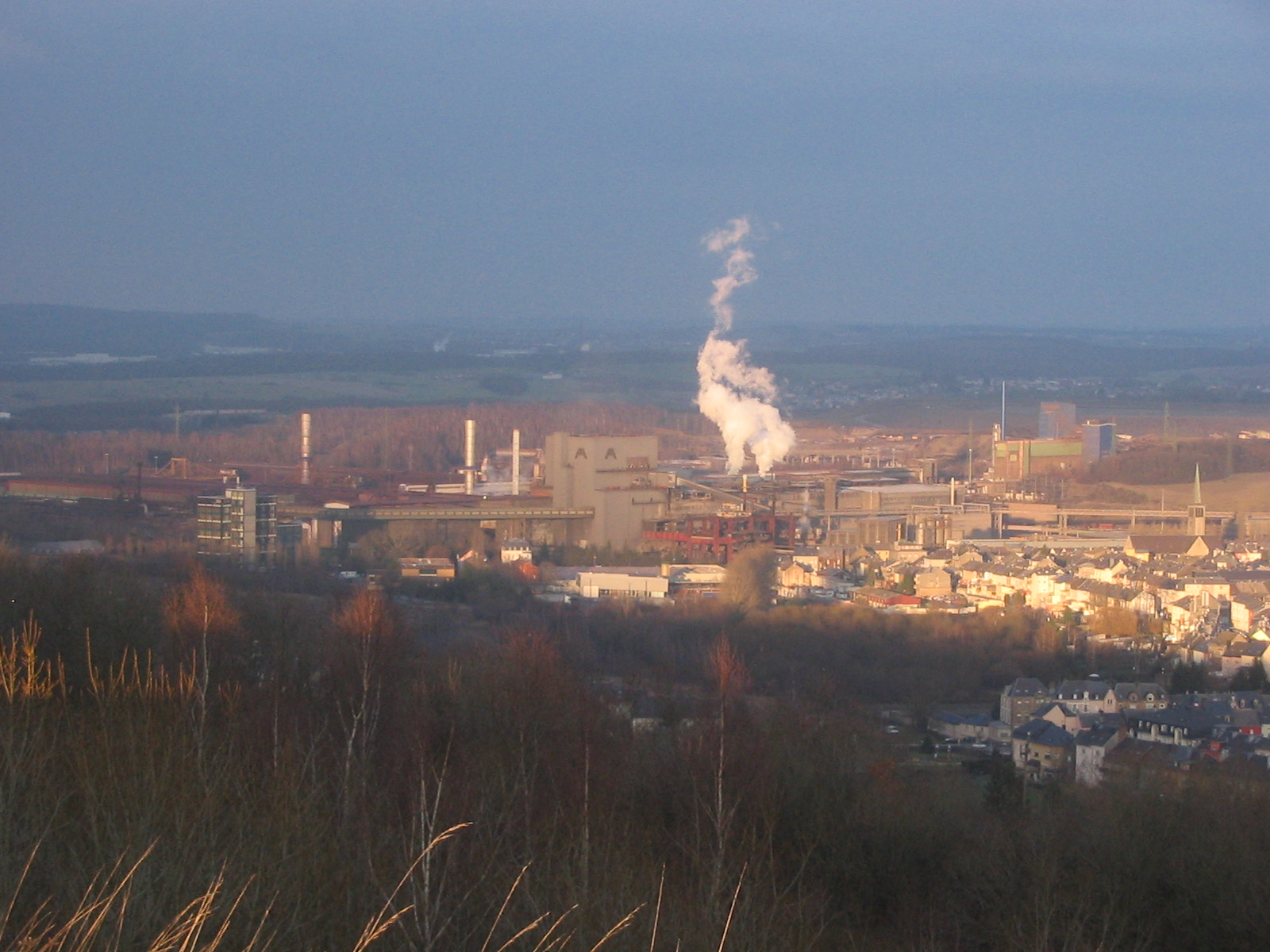
Siderúrgica na Alemanha.

Siderurgia é o ramo da metalurgia que se dedica à fabricação e tratamento de aços e ferros fundidos.

## Processo industrial
A produção de aço tem início com a produção da matéria prima que pode ser o minério de ferro ou a sucata de aço.
O minério de ferro é extraído de reservas comerciais através da mineração. Processos industriais como o beneficiamento separam o minério de ferro do material sem valor comercial chamado ganga. Esses processos incluem a britagem, moagem, peneiração, separação magnética, entre outros. O custo de produção varia com o teor da rocha extraída e a necessidade de mais ou menos beneficiamento.
A produção da sucata de aço acontece através da coleta, classificação, descontaminação, e prensagem do material.
O minério de ferro beneficiado é consumido pelas usinas integradas. Essas utilizam um processo de redução em altos-fornos que produz (dependendo do processo) o ferrogusa ou ferro-espoja. Antes dessa etapa de redução é necessária aglomeração do material que pode tanto ser feita pela mineradora (pelotização) ou pela siderúrgica (sinterização).
Em seguida ocorre o refino. Essa etapa acontece tanto nas empresas integradas quanto nas semi-integradas. O ferro-gusa e/ou a sucata de ferro são tratados nas aciarias para retirar impurezas. Essa etapa produz o aço líquido (ou bruto). Os dois principais processos são: o conversor a oxigênio (BOF) e o forno elétrico a arco (EAF). O aço líquido passa pelo lingoteamento que o solidifica e então é laminado para a forma que será vendido: tubos, fios, barras, chapas, etc.

## Forno Elétrico a Arco (FEA/EAF)
O Forno Elétrico a Arco (FEA) é um equipamento essencial na siderurgia, utilizado principalmente para produzir aço a partir de sucata metálica ou ferro-gusa. Ele funciona através da criação de um arco elétrico entre eletrodos de grafite e o material metálico, gerando temperaturas extremamente altas que derretem os metais. 
Durante o processo, o calor gerado pelo arco elétrico derrete o metal dentro do forno. Isso permite que a composição química do aço seja ajustada conforme necessário, adicionando ligas ou removendo impurezas. Essa capacidade de controlar as propriedades do aço faz do Forno Elétrico a Arco uma escolha ideal para a produção de aços de alta qualidade. 
Além disso, por permitir o uso de sucata metálica como principal matéria-prima, ele reduz a necessidade de extração de minério de ferro, contribuindo para a preservação de recursos naturais. Ademais, o método emite menos dióxido de carbono em comparação com os altos-fornos tradicionais, tornando-o uma escolha mais ambientalmente responsável. 

#### História e desenvolvimento do EAF
A história do forno elétrico a arco tem seu início a mais de um século, e seu desenvolvimento trouxe uma flexibilidade sem precedentes para a produção de aço mundial. 
Os dois grandes nomes dessa criação são o alemão William Von Siemens que em em 1878 desenvolveu um forno de 2 eletrodos que formam o arco elétrico e Paul Héroult que apenas 21 anos depois, em 1900, patenteou o forno elétrico com eletrodos de carbono, capazes de gerar calor suficiente para fundir sucata metálica. Inicialmente sua invenção foi aplicada para produção de aços de alta qualidade, que necessitam de alta precisão em sua composição. Contudo, com o início da primeira guerra mundial, em 1914, iniciou-se um aumento global na necessidade de fornecimento e produção de aço, e com isso o uso do
forno elétrico a arco passou a ser adotado com maior intensidade, garantindo uma alta produção, e baixos custos relacionados à reciclagem de sucata. Com o passar dos anos diversas inovações foram introduzidas nos fornos elétricos, buscando principalmente, aumentar a eficiência energética e aumento de produção. 

#### Expansão do uso dos fornos elétricos na Siderurgia
Foi na década de 40 que a produção de aços via aciaria elétrica tornou-se cada vez mais popular. A princípio o forno a arco elétrico foi usado para a produção de produtos longos, isso devido às características das sucatas utilizadas e outras particularidades de produção. Porém, devido a evolução tecnológica, em um curto espaço de tempo, o FEA passou a ser uma unidade de fusão e refino de grande escala, com rapidez e economia, proporcionando, assim, maior produtividade na manufatura de lingotamento contínuo que permitiu a expansão de produtos planos. 
Devido a disponibilidade de substituição de sucata de aço por ferro diretamente reduzido (DRI), que também é conhecido como HBI em sua forma briquetada, ou simplesmente ferro-gusa, foi viabilizada a produção no FEA, mesmo para produtos planos de alta qualidade e, assim, passou-se a produzir aço pelo processo a oxigênio nesse tipo de forno. 

#### Funcionamento do forno elétrico a arco
O funcionamento do forno elétrico a arco consiste em um recipiente cilíndrico de aço, revestido com material refratário, capaz de resistir às altas temperaturas, na parte inferior chamada de soleira e na parte superior ou cobertura chamada de abóbada. Este forno fica sobre um sistema de basculamento. Por um lado temos uma porta de carregamento, e pelo lado oposto uma calha de vazamento. A porta de carregamento também é utilizada para retirar a escória, basculando o forno ligeiramente para trás.. Dentro desse recipiente, são instalados eletrodos de grafite conectados à uma fonte de energia elétrica. Quando a carga metálica, podendo ser sucata ou ferro-gusa, entra em contato com os eletrodos de grafite, forma-se um arco elétrico. O arco ioniza o ar entre o eletrodos e a carga metálica, gerando uma descarga elétrica intensa, sendo capaz de fundir a carga metálica com a quantidade de calor gerada, as correntes de tensão estão relacionadas à posição e distância entre eletrodos e carga. Então, a sucata (com adições de carbono, coque, ferros-ligas) ou ferro-gusa funde-se, e logo após a fusão, iniciam-se processos de refino para posterior vazamento em moldes ou lingoteiras. 

#### Principais componentes do equipamento
Carcaça de fundição: De modo geral, abrange um corpo de forno, uma tampa e um eletrodo. Nesta câmara coloca-se o material metálico a ser fundido em um recipiente revestido de refratário. 
Eletrodos de grafite: São responsáveis por carregar a corrente elétrica para criação do arco que gera calor necessário para derreter os materiais no EAF. Há eletrodos de variados tamanhos porém, de modo geral, são pesados e escorregadios, exigindo cuidado durante a manipulação. 
Sistema de resfriamento: Para refrigeração do eletrodo comumente utiliza-se pulverização de água diretamente sobre a superfície do eletrodo. Isto é realizado através de um anel de pulverização, posicionado em torno do eletrodo. 

#### Forno Elétrico a Arco Contínuo (Consteel)
No sistema Consteel®, a sucata é armazenada lateralmente ao transportador, já que o carregamento é contínuo, a estrutura possui duas seções principais: carregamento e pré-aquecimento. A sucata é transportada pelas pontes de carregamento para a seção de carga do transportador. Um sistema de arraste leva o material (sucata) para o forno. Para garantir que a altura da camada de sucata no transportador não exceda um determinado nível, uma barra de contenção é colocada antes da seção de pré-aquecimento. A sucata é então transportada uniformemente pela seção de pré-aquecimento, onde os gases de exaustão do forno a aquecem. O "carro de conexão" é um tipo de transportador industrial que transfere a sucata pré-aquecida para o forno. Um selo dinâmico reduz a entrada de ar nessa seção de transição.

## Siderurgia no mundo
Em 2018, a produção de aço bruto no mundo foi aproximadamente de 1,8 bilhões de toneladas. A China é disparadamente o maior produtor, com 928 milhões de toneladas, sendo também o maior consumidor do produto. A Índia produziu 106 milhões de toneladas, o Japão 104 milhões e os Estados Unidos, 86 milhões. O Brasil estava em 9º no ranking mundial, com 35,4 milhões de toneladas.

### Minério de ferro
A produção de minério de ferro (matéria-prima do aço), no Brasil, foi de 410 milhões de toneladas em 2019. O Brasil é o segundo maior exportador global de minério de ferro e tem a segunda posição no ranking de reservas: debaixo do solo brasileiro há pelo menos 29 bilhões de toneladas. As maiores reservas atualmente estão nos estados de Minas Gerais e do Pará. A China é o maior importador de minério de ferro do Brasil, que usa o material para fabricar aço para consumo próprio. No caso da produção de minérios do estado do Pará, por exemplo, 93,1% das exportações para a China são de minério de ferro.

## Siderurgia no Brasil
De acordo com dados coletados pelo Instituto Aço Brasil, o Brasil produziu 32 milhões toneladas de aço bruto em 2019.
|      | kt     |
| ---- | ------ |
| 2014 | 33 897 |
| 2015 | 33 258 |
| 2016 | 31 642 |
| 2017 | 34 778 |
| 2018 | 35 407 |
| 2019 | 32 569 |

A produção de aço bruto da região sudeste representou 86,1 por cento do total.
| Estado            | kt     | %    |
| ----------------- | ------ | ---- |
| Minas Gerais      | 10 408 | 32,0 |
| Rio de Janeiro    | 8 750  | 26,9 |
| Espírito Santo    | 6 599  | 20,3 |
| Ceará             | 2 977  | 9,1  |
| São Paulo         | 2 265  | 6,9  |
| Rio Grande do Sul | 671    | 2,1  |
| Pará              | 345    | 1,1  |
| Maranhão          | 338    | 1,0  |
| Pernambuco        | 216    | 0,6  |

Entre as maiores empresas siderúrgicas do Sudeste estão Gerdau, CSN, CSA, Usiminas e Acesita.
| Empresa                              | Nome antigo | 2018  | 2019  |
| ------------------------------------ | --- | ----- | ----- |
| Aço Verde do Brasil                  | | 279   | 338   |
| Aperam South America                 | | 709   | 688   |
| ArcelorMittal Aços Longos            | Belgo Mineira | 3 135 | 2 870 |
| ArcelorMittal Sul Fluminense         | Votorantim Siderurgia | 1 010 | 720   |
| ArcelorMittal Tubarão                | Companhia Siderúrgica de Tubarão | 7 043 | 6 268 |
| Companhia Siderúrgica Nacional (CSN) | | 4 199 | 3 043 |
| Companhia Siderúrgica do Pecém       | | 2 978 | 2 866 |
| Gerdau                               | Açonorte (Recife) Barão de Cocais (Minas Gerais) Cearense (Maracanaú) Cosigua (Rio de Janeiro) Divinópolis (Minas Gerais) Riograndense (Sapucaia do Sul) Araçariguama (São Paulo) Açominas (Ouro Branco) Aços FInos Piratini (Charqueadas) Mogi das Cruzes (São Paulo) Pindamonhangaba (São Paulo) Usiba (Salvador) | 6 654 | 6 301 |
| SIMEC                                | | 480   | 671   |
| Siderúrgica Norte Brasil             | | 345   | 345   |
| Ternium Brasil                       | CSA | 4 606 | 4 379 |
| Usiminas                             | Usiminas Cosipa | 3 086 | 3 264 |
| Vallourec Mannesmann                 | | 769   | 705   |
| Aços VIllares                        | | 114   | 111   |
| VSB Vallourec Sumitomo               | | 0     | 0     |

### História
Em 1921 foi fundada a Companhia Siderúrgica Belgo-Mineira que tinha a participação da empresa belga ARBED (Acieries Reunies de Burbach-Eich-Dudelange). Anos depois, em 1939, foi inaugurada a usina de João Monlevade.

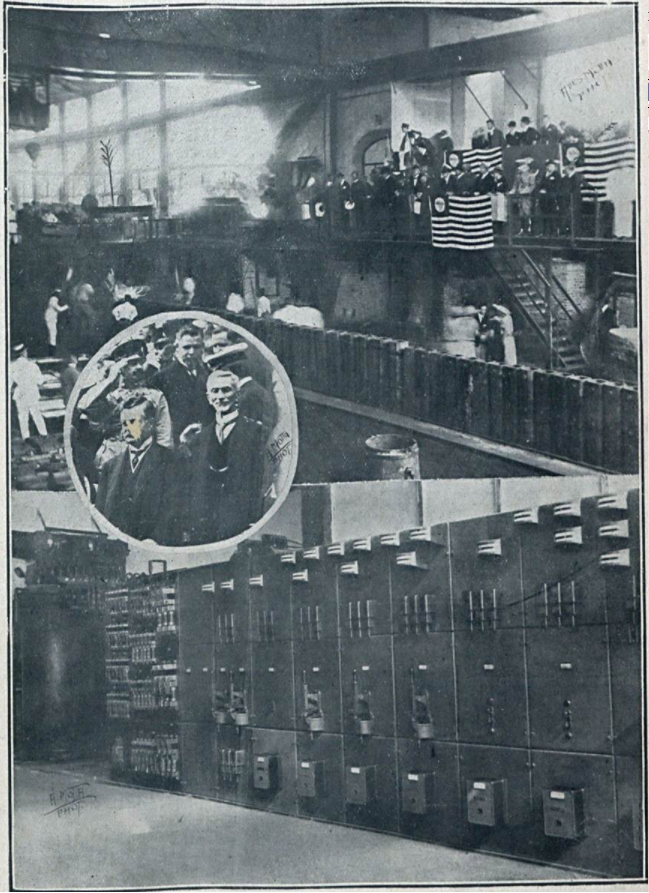
Ato de inauguração da Cia Eletro Metalúrgica Brasileira, em Ribeirão Preto, SP, em 1922. No detalhe, Presidente da República Epitácio Pessoa, Presidente do Estado de São Paulo, Washington Luis e o Prefeito de Ribeirão Preto, Dr. João Guião.

Em 1922, foi fundada em Ribeirão Preto, São Paulo, a Companhia Eletro Metalúrgica Brasileira, idealizada por Flavio de Mendonça Uchoa, o seu primeiro presidente foi o Dr. João Alves de Meira Júnior. A construção iniciou-se em 1920, concluindo-se em 1922 e possuía 250 metros de extensão. O Presidente da República, Sr. Epitácio Pessoa, esteve presente tanto no lançamento da pedra fundamental, quanto na inauguração oficial da Usina. A empresa adquiriu jazidas de ferro em Jacuí em Minas Gerais e, para transportar a matéria prima até Ribeirão Preto fez a incorporação da Estrada de Ferro São Paulo-Minas. A produção de ferro de boa qualidade propiciou que a Cia. Metalúrgica tenha sido a fornecedora de toda a ferragem usada na construção do Edifício Martinelli na cidade de São Paulo, em 1924.
Em 1929 com o "crack" da bolsa de valores de Nova Iorque iniciou-se um período de crise para a economia nacional baseada na produção de café, cujo centro produtor era exatamente a cidade de Ribeirão Preto. Durante o ano de 1930 as vendas da Cia. Metalúrgica começaram a cair até que no final de 1931, foi pedida a concordata e em seguida a falência. Sobre as causas da falência, alguns autores apontam além da quebra da bolsa, que o Morro do Ferro da qual se extraía a matéria prima não possuía o manancial esperado, obrigando a Cia. Metalúrgica a comprar ferro de locais mais distantes para alimentar os seus altos fornos e que isso teria encarecido muito a sua manutenção; apontam ainda que as duplicatas emitidas em 1929 não foram pagas e que o Banco do Brasil e o Governo Federal não prestaram socorro financeiro a Cia. Metalúrgica.
Com a tramitação do processo de falência os bens da empresa foram sendo vendidos e arrematados. Em 1935 a empresa Moinho Santista com o Engº. Eugenio Belloti adquiriu o acervo da Cia. Metalúrgica que foi posteriormente vendido para a SANBRA para industrialização de algodão e, depois para a Indústria Penha.
Em 1942 foi fundada a Companhia Ferro e Aço de Vitória (Cofavi).

#### CSN e outras expansões
Em 1946 entrou em operação a Companhia Siderúrgica Nacional (CSN) em Volta Redonda no Rio de Janeiro.
Em 1951 foi fundada empresa Aços Especiais Itabira (Acesita).
Em 1952 iniciou a Companhia Siderúrgica Mannesmann com o primeiro forno elétrico.
Em 1956 foi fundada a Companhia Siderúrgica Paulista (Cosipa) em Cubatão em São Paulo.
Nesse mesmo ano, em 1956, foi fundada empresa Usinas Siderúrgicas de Minas Gerais (Usiminas).
Em 1973 foi inaugurada a Usina Siderúrgica da Bahia (Usibas) em Simões Filho, a primeira a usar gás natural.

#### O período Siderbrás
Em 1974 foi fundada a Siderurgia Brasileira S.A. (Siderbrás) que recebeu a participação do BNDES em empresas do ramo: 73% da Usiminas, 87% da Cosipa, 93% da Cofavi.
Em 1983 foi fundada a Companhia Siderúrgica de Tubarão (CST) em Vitória no Espírito Santo.
Em 1986 foi fundada a Açominas em Ouro Branco, Minas Gerais.

#### A onda de privatizações
Em 24 de outubro de 1991 a Usiminas foi privatizada; seu principal comprador foi o Previ mas o controle acionário ficou com banco Bozano Simonsen e a japonesa Nippon.
Em julho de 1992 a Companhia Siderúrgica de Tubarão (CST) foi privatizada; seu principal comprador foi um consórcio do banco Bozano Simonsen, Companhia Vale do Rio Doce, e Unibanco.
Em outubro de 1992 a empresa Aços Especiais Itabira (Acesita) foi privatizada; seu principal comprador foi o fundo Previ e o banco Safra.
Em abril de 1993 a Companhia Siderúrgica Nacional (CSN) foi privatizada; seu principal comprador foi um consórcio do banco Bamerindus, do grupo Vicunha, da Docenave, do banco Bradesco e do banco Itaú.
Em agosto de 1993 a Companhia Siderúrgica Paulista (Cosipa) foi privatizada; seu principal comprador foi Brastubo.
Em setembro de 1993 a Açominas foi privatizada; seu principal comprador foi a Companhia Mineira de Participação Industrial.
Em 1997 foi privatizada a Companhia Vale do Rio Doce; seu principal comprador foi o Consórcio Brasil liderado pela CSN.

## Grandes Siderúrgicas portuguesas
- Siderurgia Nacional
- Viena Siderúrgica S.A